# 창원국가산업단지
창원국가산업단지(Changwon Industrial Complex)는 경상남도 창원시 외동, 내동, 남산동, 성주동, 성산동, 웅남동, 적현동, 귀곡동, 신촌동, 팔용동 일원 일대에 있는 산업단지로서 중화학공업 육성 정책에 의한 세계적인 첨단기계 산업단지조성을 목적으로 만들어졌다. 관리 면적은 25,302천m2이며, 분양 면적은 총 8,959천m2이다.

## 개요
창원국가산업단지(창원공단)의 개발이 시작된 것은 1974년경으로, 1970년대 당시  시행된 경제개발 5개년 계획과 밀접한 관련이 있다. 창원공단은 제3차 경제개발 5개년(1972~1976)의 중화학공업 추진계획에 의거 1973년 9월 19일 박정희 대통령의 ‘창원기계공업기지 건설에 관한 지시’가 시초가 됐다. 이 해 4월 1일 창원종합기계 공업기지 개발을 위한 ‘산업기지 개발촉진지역’으로 확정됐고, 이에 따른 산업기지 개발기본 계획에 따라 창원에 개발이 본격화되었다. 1975년 밸브를 생산하는 부산포금(현 PK밸브) 가동 시작으로 오늘날에 이르렀다. 1978년에는 대형 기업체인 금성사, 대우중공업, 기아기공, 한국종합특수강, 부산제철, 삼성중공업, 효성중공업이 본격 생산 활동에 들어감에 따라 창원단지는 이른바 발화기를 넘어 개화기에 본격 돌입하게 된다.
- 1975년 생산 15억, 수출 60만불에서 1979년에는 생산 4506억, 수출 165만불
- 1979년 제2차 석유파동
- 1986년 무역흑자 원년

## 입지

### 고속도로
- 구마고속도로, 남해고속도로 동마산 IC(33km)

### 국도
- 국도 제2호선 (목포↔창원↔부산)
- 국도 제14호선 (거제↔창원↔포항)
- 국도 제25호선 (진해↔창원↔청주)

### 지방도
- 지방도 제60호선 (나주↔창원↔양산)

### 항공
- 김해공항 (34km)

### 철도
- 창원역-경전선 인접, 단지내 진해선 통과

### 항만
- 마산항
  - 제4부두(적현) 이용：2만톤급 2개선좌 접안가능
  - 제5부두(귀곡) 이용：2만톤급 3개선좌 접안가능

## 같이 보기
- 대한민국의 국가산업단지 목록